# Literaturjahr 2002
Liste der Literaturjahre

◄◄ | ◄ | 1998 | 1999 | 2000 | 2001 | Literaturjahr 2002 | 2003 | 2004 | 2005 | 2006 | ► | ►►

Weitere Ereignisse

## Ereignisse
- 30. November: Die sterblichen Überreste des französischen Schriftstellers Alexandre Dumas werden 132 Jahre nach seinem Tod im Pariser Ruhmestempel Panthéon beigesetzt.
- Deutschland: Gründung des Autorenkreises Historischer Roman Quo Vadis, der bis zu seiner Auflösung 2014 ein Zusammenschluss von über 100 professionellen Schriftstellerinnen und Schriftstellern war, die sich verschiedensten Ansätzen im Bereich „Historischer Roman“ widmeten.
- Vancouver/Kanada: Der spätere Lieutenant Governor’s Award for Literary Excellence erfährt seine ersten Entwicklungen im Frühjahr 2002. Angeführt von der erfahrenen und vielfach preisgekrönten Autorin Carol Shields treffen sich eine Gruppe von renommierten Schriftstellern British Columbias mit der damaligen Provinzgouverneurin British Columbias (Lieutenant Governor of British Columbia), der ehrenwerten Iona Campagnolo, um einen speziellen provinziellen Literaturpreis ins Leben zu rufen. Inspiriert durch Carol Shields resultierte aus diesem Zusammentreffen die Einrichtung des Lieutenant Governor’s Award for Literary Excellence, der wie alle anderen sieben Literaturpreise der BC Book Prizes seit 2004 im April eines Jahres vergeben wird.

## Literaturpreise
- Nobelpreis für Literatur: Imre Kertész

- Nebula Award

- Neil Gaiman, American Gods, American Gods, Kategorie: Bester Roman
- Richard Chwedyk, Bronte's Egg, Kategorie: Bester Kurzroman
- Kelly Link, Louise's Ghost, Kategorie: Beste Erzählung
- Carol Emshwiller, Creature, Kategorie: Beste Kurzgeschichte
- Fran Walsh & Philippa Boyens & Peter Jackson, The Lord of the Rings: The Fellowship of the Ring, Der Herr der Ringe: Die Gefährten, Kategorie: Bestes Drehbuch

- Hugo Award

- Neil Gaiman, American Gods, American Gods, Kategorie: Bester Roman
- Vernor Vinge, Fast Times at Fairmont High, Kategorie: Bester Kurzroman
- Ted Chiang, Hell Is the Absence of God, Die Hölle ist die Abwesenheit Gottes, Kategorie: Beste Erzählung
- Michael Swanwick, The Dog Said Bow-Wow, Kategorie: Beste Kurzgeschichte

- Locus Award

- Connie Willis, Passage, Kategorie: Bester SF-Roman
- Neil Gaiman, American Gods, American Gods, Kategorie: Bester Fantasy-Roman
- Jacqueline Carey, Kushiel's Dart, Kushiel – Das Zeichen, Kategorie: Bester Erstlingsroman
- Ursula K. Le Guin, The Finder, Der Finder, Kategorie: Bester Kurzroman
- Ted Chiang, Hell Is the Absence of God, Die Hölle ist die Abwesenheit Gottes, Kategorie: Beste Erzählung
- Ursula K. Le Guin, The Bones of the Earth, Kategorie: Beste Kurzgeschichte
- Ursula K. Le Guin, Tales from Earthsea, Kategorie: Beste Sammlung
- Gardner Dozois, The Year's Best Science Fiction: Eighteenth Annual Collection, Kategorie: Beste Anthologie

- Kurd-Laßwitz-Preis

- Andreas Eschbach, Quest, Kategorie: Bester Roman
- Wolfgang Jeschke, Allah akbar And So Smart Our NLWs, Kategorie: Beste Kurzgeschichte/Erzählung
- Connie Willis, Die Farben der Zeit, Kategorie: Bestes ausländisches Werk
- Christian Lautenschlag, Kategorie: Bester Übersetzer
- Hardy Kettlitz für die Chefredaktion von 42 Ausgaben ALIEN CONTACT und der Alien-Contact-Buchreihe, die Herausgabe der Reihe SF PERSONALITY sowie der Organisation der Berliner Tage der Phantasie, Sonderpreis

- Philip K. Dick Award

- Carol Emshwiller, The Mount

- Booker Prize: Yann Martel für Schiffbruch mit Tiger
- Georg-Büchner-Preis: Wolfgang Hilbig
- Cordwainer Smith Rediscovery Award: Raphael Aloysius Lafferty
- Erich-Fried-Preis: Oskar Pastior
- Hubert Burda Preis für junge Lyrik: Petr Borkovec und Mirela Ivanova
- Ingeborg-Bachmann-Preis: Peter Glaser, Geschichte von Nichts
- Kurd-Laßwitz-Preis: Andreas Eschbach, Quest
- Newbery Medal: Linda Sue Park für A Single Shard
- Österreichischer Staatspreis für Europäische Literatur: Christoph Hein
- Prix Goncourt: Pascal Quignard, Les Ombres errantes
- Pulitzer-Preis: Richard Russo, Empire Falls
- Danuta Gleed Literary Award: Gloria Sawai, A Song for Nettie Johnson
- Ethel Wilson Fiction Prize: Madeleine Thien, Simple Recipes
- Sheila A. Egoff Children’s Literature Prize: Polly Horvath, Everything on a Waffle
- Trillium Book Award: Austin Clarke, The Polished Hoe und Nino Ricci, Testament

## Neuerscheinungen
Belletristik
- Der Andere in meinem Kopf – Greg Egan
- Blackwood Farm – Anne Rice
- Das Buch der Illusionen – Paul Auster
- Der Doppelgänger – José Saramago
- Dunkler als die Nacht – Michael Connelly
- Eulen – Carl Hiaasen
- German Amok – Feridun Zaimoglu
- Der Geschichtenverkäufer – Jostein Gaarder
- Glückseligkeit – Zülfü Livaneli
- Das Goldene Kalb – Tony Hillerman
- Die Go-Spielerin – Shan Sa
- Hahn im Korb – Andrea Camilleri
- Das Herzenhören – Jan-Philipp Sendker
- House of Chains – Steven Erikson
- Im Rausch der Stille – Albert Sánchez Piñol
- Im Schatten des Mondes – Michael Connelly
- Der Joker – Markus Zusak
- Kafka am Strand – Haruki Murakami
- Kindskopf – Eine Heimsuchung – Ulrich Karger
- Kommt ein Mann ins Zimmer- Nicole Krauss
- Der König der purpurnen Stadt – Rebecca Gablé
- Im Krebsgang – Günter Grass
- Kreuz ohne Liebe – Heinrich Böll
- Der letzte Berliner – Yoram Kaniuk
- LoveStar – Andri Snær Magnason
- Meer der Träume – Liu Cixin
- Der menschliche Makel – Philip Roth
- Middlesex – Jeffrey Eugenides
- Die Murnausche Lücke – Jochen Schimmang
- Das Orakel von Oonagh – Flavia Bujor
- Ein perfekter Freund – Martin Suter
- Populärmusik aus Vittula – Mikael Niemi
- Porno – Irvine Welsh
- Prey – Michael Crichton
- Red Rabbit – Tom Clancy
- Der Richter – John Grisham
- Der Ringfinger – Yōko Ogawa
- Schild’s Ladder – Greg Egan
- Schnee – Orhan Pamuk
- Der Schwimmer – Zsuzsa Bánk
- Singleton – Greg Egan
- Tanz mit dem Schafsmann – Haruki Murakami
- Tod eines Kritikers – Martin Walser
- Unauslöschlich – Akira Yoshimura
- Unbekannte Frauen – Patrick Modiano
- Der Untergang – Wolfgang Hohlbein
- Vier Arten meinen Vater zu beerdigen – Liane Dirks
- Die wilden Detektive – Roberto Bolaño

Kinder- und Jugendliteratur
- Coram Boy (später auch u. d. T. Die Stimmen des Waldes) – Jamila Gavin
- Geisterstunde im Kindergarten – Ulrich Karger

Sachliteratur
- Empire – die neue Weltordnung – Michael Hardt und Antonio Negri
- Die kurze Geschichte der deutschen Literatur – Heinz Schlaffer
- Metzler Lexikon Englischsprachiger Autorinnen und Autoren. Hrsg. von Eberhard Kreutzer und Ansgar Nünning
- Reclams Krimi-Lexikon. Hrsg. von Klaus-Peter Walter
- So zähmen Sie Ihren inneren Schweinehund! – Marco von Münchhausen
- Zweihundert Jahre zusammen – Alexander Solschenizyn

## Gestorben
- 17. Januar: Camilo José Cela, spanischer Schriftsteller (* 1916)
- 24. Januar: Franz Innerhofer, österreichischer Schriftsteller (* 1944)
- 28. Januar: Astrid Lindgren, schwedische Kinderbuchautorin (* 1907)
- 12. Februar: Idé Oumarou, nigrischer Schriftsteller (* 1937)
- 24. Februar: Eva Hoffmann-Aleith, deutsche Pastorin und Schriftstellerin (* 1910)
- 04. März: Margarete Neumann, deutsche Schriftstellerin (* 1917)
- 17. März: Luise Rinser, deutsche Schriftstellerin (* 1911)
- 20. Juni: Timothy Findley, kanadischer Schriftsteller (* 1930)
- 27. März: Billy Wilder, Regisseur, Drehbuchautor und Produzent (* 1906)
- 06. April: Martin Sperr, deutscher Schriftsteller und Schauspieler (* 1944)
- 23. April: Manfred Bieler, deutscher Schriftsteller (* 1934)
- <19. Juli: John Boyd, nordirischer Dramatiker (* 1912)
- 26. Juli: Jutta Hecker, deutsche Schriftstellerin (* 1904)
- 05. August: Francisco Coloane, chilenischer Schriftsteller (* 1910)
- 05. August: Franco Lucentini, italienischer Schriftsteller und Übersetzer (* 1920)
- 09. August: Beverley Harper, australische Schriftstellerin (* 1941)
- 11. August: Jiří Kolář, tschechischer Dichter und bildender Künstler (* 1914)
- 21. August: Laure Wyss, Schweizer Schriftstellerin (* 1913)
- 18. September: Andreas Burnier, niederländische Schriftstellerin (* 1931)
- 02. Dezember: Ivan Illich, österreichischer Autor, Philosoph und Theologe (* 1926)
- 24. Dezember: Anatol Feid, deutscher Schriftsteller und Priester (* 1942)
- 30. Dezember: Mary Wesley, britische Schriftstellerin (* 1912)